# (159799) Kralice
(159799) Kralice est un astéroïde de la ceinture principale.

## Description
(159799) Kralice est un astéroïde de la ceinture principale. Il fut découvert le 15 septembre 2003 à l'observatoire Kleť par le projet KLENOT. Il présente une orbite caractérisée par un demi-grand axe de 2,72 UA, une excentricité de 0,09 et une inclinaison de 12,7° par rapport à l'écliptique.

## Compléments